# Golpe nos genitais

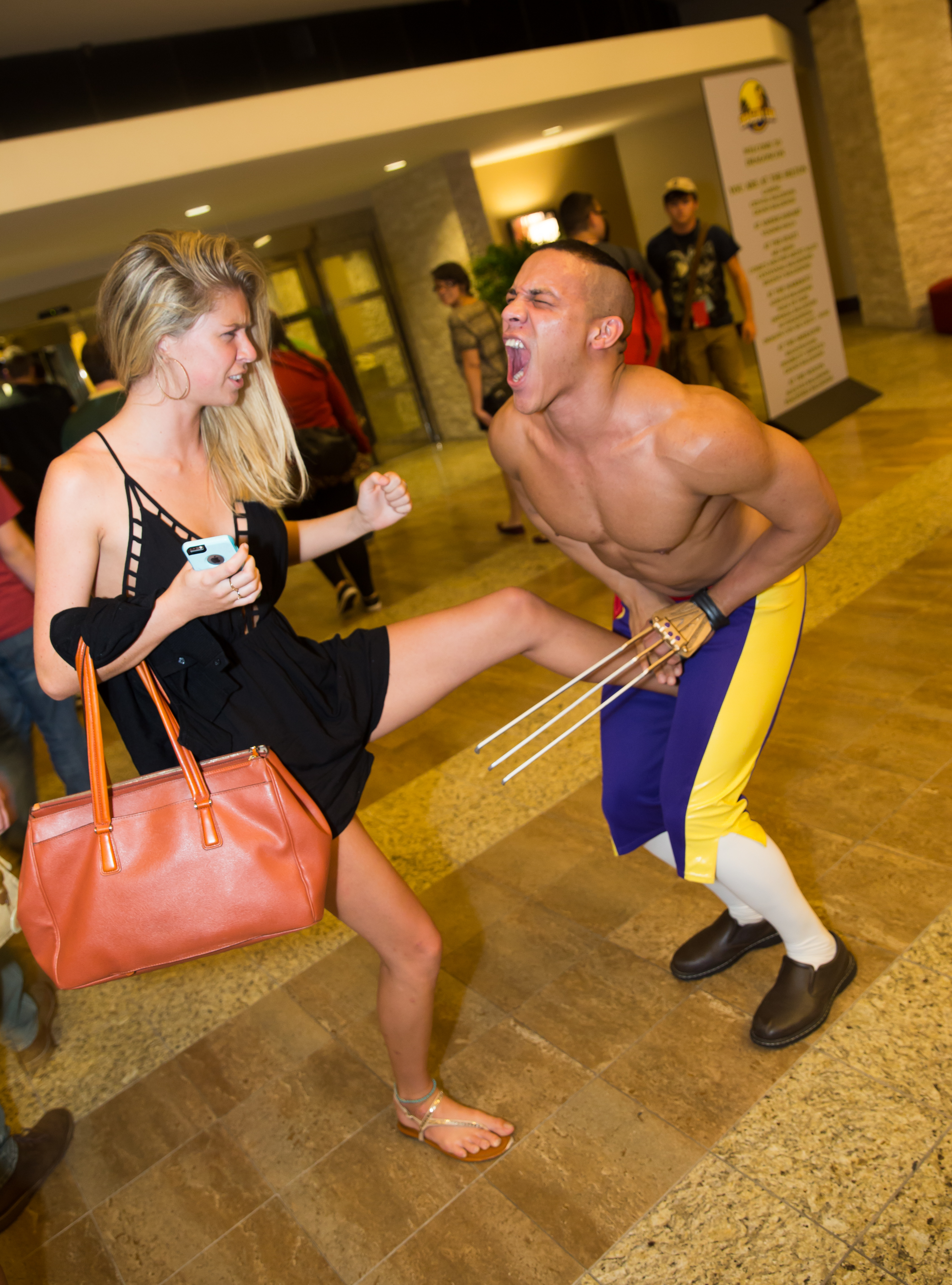
Uma mulher chutando os genitais de um homem.

Golpe nos genitais (também popularmente chamado de golpe baixo) é a tentativa deliberada de causar dor na região da virilha de alguém. Frequentemente utilizada em situações de defesa pessoal, a técnica pode ser debilitante, devido ao grande número de terminações nervosas sensíveis na região. Um golpe suficientemente forte também pode fraturar o osso púbico da vítima.
Em alguns casos, um ataque físico aos órgãos genitais pode ser visto como assédio e violência sexual, podendo levar a pessoa agressora à condenação. Entretanto, o golpe nos testículos em especial é popularizado como um dispositivo cômico na sociedade.

## No esporte
Um golpe nos genitais é considerado "golpe baixo" nas práticas esportivas. Ele é visto como injusto ou impróprio e geralmente é considerado desonroso e, dependendo da modalidade, pode haver punição ou desqualificação para a pessoa que aplicou o ataque.
Devido à fragilidade dos testículos, muitas artes marciais, como o caratê, historicamente ensinam conceitos básicos de posicionamentos e técnicas visando proteger a região genital durante os combates. Apesar disso, os homens geralmente já possuem o instinto natural de proteger os testículos em qualquer situação.
Em muitas lutas, o golpe nos genitais é ilegal tanto na modalidade masculina quanto na modalidade feminina. No entanto, as regras geralmente reconhecem implicitamente que um ataque na região genital feminina não é tão doloroso e perigoso quanto um ataque nos testículos, pois protetores genitais, também conhecidos como coquilhas, são obrigatórios para os homens, mas geralmente são opcionais ou proibidos para as mulheres. Mesmo quando há a opção de poder utilizar um protetor genital, a maioria das mulheres não vê necessidade em ter essa proteção nas lutas.
Apesar da coquilha ter como objetivo proteger os órgão genitais, os usuários podem mesmo assim sentir dor na região dependendo da força do impacto e o protetor genital pode até partir-se caso o golpe seja muito forte.
Além das lutas e artes marciais em geral, protetores genitais também são comuns em modalidades esportivas onde há muito contato físico, como futebol americano, basebol e handebol.

## Na defesa pessoal
A região genital é um alvo frequente em técnicas de defesa pessoal e geralmente é o primeiro alvo que vem à mente quando as mulheres pensam em se defender de um agressor do sexo masculino. Os testículos são geralmente citados como um dos alvos mais efetivos para se atingir em situações de defesa pessoal.
Nos homens, os testículos são glândulas que são protegidas apenas pela fina camada de pele do escroto, portanto, são altamente sensíveis a qualquer tipo de impacto. Além de golpes de impacto como chutes e joelhadas, na defesa pessoal também é frequentemente ensinado a apertar, torcer e puxar os testículos do agressor como uma forma eficaz de incapacitá-lo.
Embora a região genital feminina seja menos vulnerável e sensível a impactos, um golpe forte na virilha também pode causar algum tipo de dor às pessoas do sexo feminino, devido à alta concentração de terminações nervosas no local, principalmente no clitóris. O pênis também não é tão sensível quanto os testículos, mas um golpe no local também pode causar forte dor.
Apesar de serem um alvo prioritário em aulas de defesa pessoal, os homens raramente miram nos testículos do oponente durante uma briga na vida real. Para explicar esse tabu social entre os homens, a socióloga Lisa Wade argumenta que não bater abaixo do cintura protege a ideia de que os corpos dos homens são grandes, fortes e impenetráveis, resistentes à dor e ao impacto. Portanto, não bater nos testículos não apenas protege os homens da dor em si, mas também protege o ego deles e a ideia sobre masculinidade forte. Acertar um homem nos genitais traz a mensagem de que o corpo masculino é vulnerável e de que todo esse ideal de masculinidade é apenas uma ficção.

## Na cultura popular

### Infância e adolescência
Os golpes nos testículos são bem comuns durante a infância e adolescência como forma de brincadeiras, pegadinha, bullying, vingança, violência ou provocação. A psicóloga Susan Lipkins afirma que, em geral, as crianças estão muito conscientes das possibilidades de alguém ser ferido seriamente numa brincadeira que envolva ataques aos testículos, mas elas não acreditam que presenciarão algo assim. Pesquisadores dizem que crianças e adolescentes são propensos a comportamentos de risco porque as partes do cérebro responsáveis pela regulação do comportamento ainda não amadureceram. O urologista Scott Wheeler afirma que chega a operar por volta de quatro garotos todos os anos, vítimas de golpes nos testículos.
Muitas pessoas também ensinam e incentivam suas filhas a aplicarem golpes nos genitais masculinos como uma maneira efetiva de se defender de qualquer forma de bullying nas escolas. A coach Julie Romanowski, especialista em comportamentos parentais, explica que "é importante ensinar às crianças a importância de estabelecer limites pessoais sólidos e a saber como se proteger contra possíveis ameaças que possam surgir a qualquer momento", porém, é importante ensinar "de uma maneira que ajude a criança a se sentir preparada e segura, não ansiosa e preocupada com que algo ruim aconteça".

### Humor

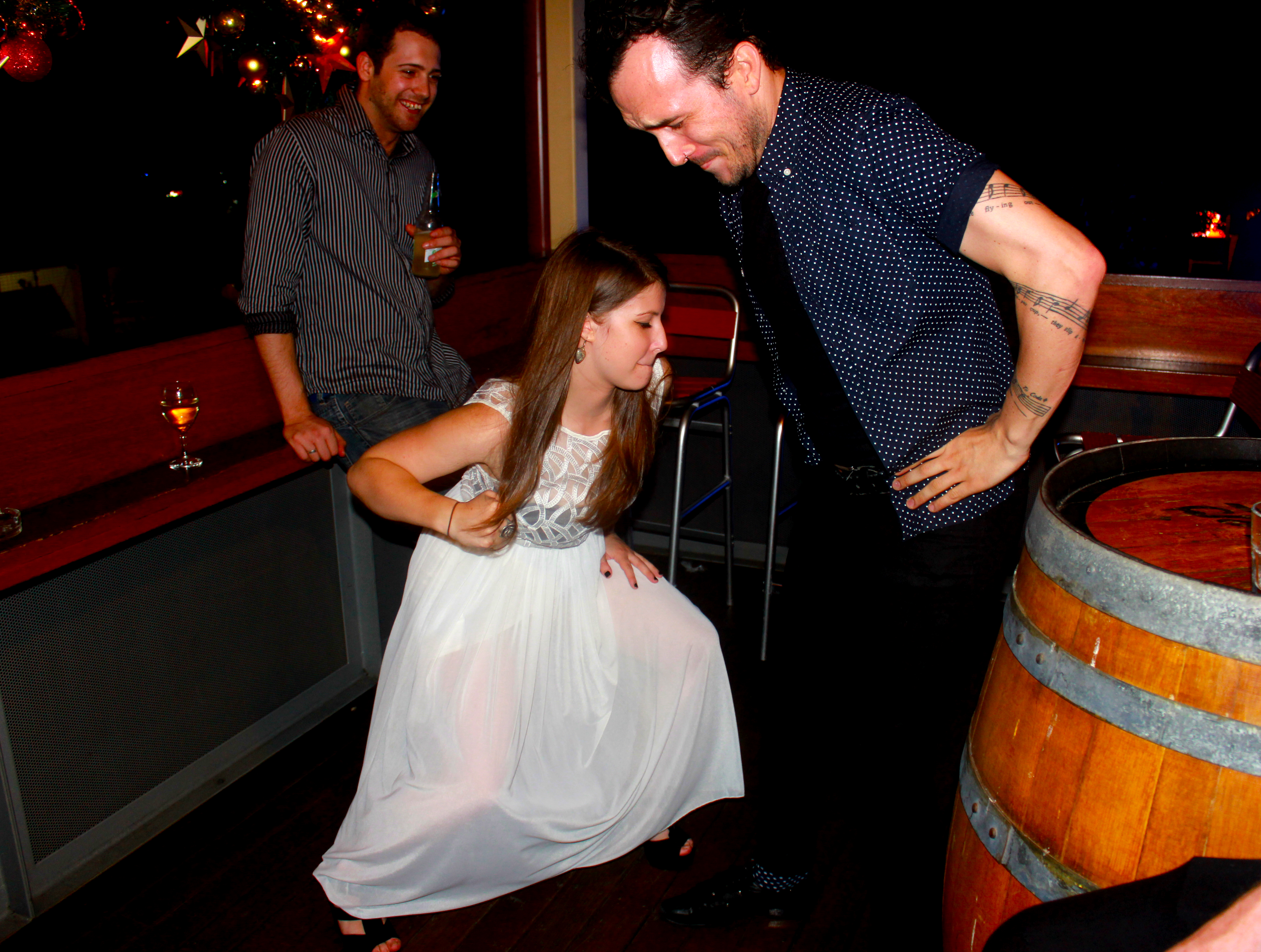
Uma mulher mirando um soco nos testículos. Há uma pessoa no fundo da imagem rindo da situação.

Golpes nos genitais, em especial nos testículos, são tratados de forma cômica na sociedade. Esse tipo de ataque é popularizado através de toda forma de mídia, como filmes, séries de TV e histórias em quadrinhos. Muitos programas de TV, como Jackass e America's Funniest Home Videos, costumam utilizar ataques nos testículos como elemento humorístico.
Existem algumas razões para tal tipo de dor ser considerada engraçada. Psicólogos sugerem que achamos engraçado os conceitos fundamentalmente incompatíveis ou resultados inesperados engraçados, portanto, achamos cômica a incongruência entre nossas expectativas e realidades. E de acordo com a socióloga Chritie Davies, referências à sexualidade estão ligadas à essência do humor, além disso, o golpe nos testículos é particularmente humilhante e incapacita um homem rapidamente. Alguém que pode ser tido como poderoso, que agora está chorando em resposta à uma ação mínima numa região tão sensível, é uma violação dessa expectativa citada por psicólogos.
Algumas brincadeiras que envolvem causar dor na genitália de alguém se popularizam na Internet. Rock, paper, balls (em português: pedra, papel, bolas) é uma brincadeira onde duas pessoas vendadas jogam jokempô, a derrotada leva um golpe na região genital dado por uma terceira pessoa. Kick or kiss (em português: chute ou beijo) se popularizou como uma brincadeira onde um homem joga pedra, papel e tesoura com uma mulher. Se ele vencer, os dois se beijam, se ele perder, ela dá um golpe nos genitais do perdedor. Em 2017, um YouTuber perdeu um testículo ao levar um chute nesse tipo de brincadeira.
Em 1998, a série de TV animada South Park popularizou o termo "roshambo", que seria um jogo onde duas pessoas se revezam chutando um ao outro nos genitais até que alguém desista.

## Riscos
Um levantamento mostrou que, nos Estados Unidos, mais de dezesseis mil pessoas por ano são atendidas nos hospitais devido a lesões na região genital. A grande maioria das vítimas são homens, casos de lesões na genitália feminina são mais raros. Casos de lesões no púbis é algo que pode ocorrer em ambos os gêneros se houver uma pancada suficientemente forte.
Acertar um golpe nos testículos sem motivos justificáveis ou ameaçar causar algum tipo de dano aos genitais masculinos é o tipo mais comum de assédio e violência sexual que mulheres praticam contra homens, apesar desse tipo de prática ser frequentemente não-classificado como um abuso dentro da sociedade. Lesões genitais resultadas de abuso sexual contra crianças do sexo masculino são consideradas comuns, porém, os caso raramente são denunciados.
Uma pancada nos testículos é capaz de causar tontura, enjoo, vômitos e até desmaios. Muitos golpes nos testículos podem ser procedidos como emergência médica e requerer cirurgia imediata e, se o problema não for tratado corretamente, pode causar problemas de fertilidade a longo prazo e a perda de um ou ambos os testículos. Há também casos de homens que sofrem traumas psicológicos devido a algum acontecimento envolvendo golpes nos genitais. Apesar de serem menos frágeis que os testículos, o pênis também pode sofrer fraturas e hematomas através de pancadas na região.
A dor de um golpe nos testículos vem dos nervos sensoriais localizados nestes órgãos, que estão numa região rica em terminações nervosas e não são protegidos por nenhum músculo, gordura, osso ou grossa camada de pele. Os testículos dos homens são desenvolvidos no abdômen durante a gestação, e de lá descem para o escroto, puxando os nervos sensoriais com eles. Isso faz com que um golpe no local cause uma dor intensa que se estende até à barriga. Hematomas, torção testicular e ruptura testicular são consequências comuns de pancadas nos testículos.
Apertar os testículos pode até resultar em morte por parada cardíaca reflexa, de acordo com diversos casos noticiados de homens que morreram após ter os testículos esmagados. Uma explicação para isso é que um trauma grave no corpo, como um ataque aos testículos, pode resultar em uma queda na pressão sanguínea, o que pode contribuir para problemas cardíacos. Em 2017, foi noticiado na Índia uma mulher que matou o sogro durante uma discussão ao apertar os testículos dele. Em 2016, uma mulher matou o marido ao apertar os testículos dele enquanto se defendia de um abuso. Em 2012, uma mulher matou um homem dessa forma na China durante uma briga na rua. Esses são os três casos noticiados mais conhecidos.